# Соболь, Самуил Львович
Самуил Львович Соболь (12 [24] августа 1893, Одесса, Херсонская губерния — 1 декабря 1960, Москва) — советский историк биологии и переводчик.

## Биография
Родился С. Л. Соболь 24 августа 1893 года в Одессе в семье часовщика. Еврей.
В 1920 году окончил Новороссийский университет.
В 1921 —  1922 годах преподавал в Одесском институте народного образования.
В 1922 году переезжает в Москву, начинает работу в различных издательствах  вплоть до 1933 года. Одновременно с этим с 1929 по 1931 год работал в Коммунистической академии и в отделении биологических наук АН СССР. 
В 1938 году основал Кабинет истории микроскопа, который вскоре перерос в отдел истории микроскопии Института истории естествознания. С 1946 по 1960 год работал в данном институте как научный сотрудник, при этом до 1955 года возглавлял сектор истории биологических наук. 
В 1950-е годы переводил «Фауста» Гёте (перевод не опубликован).
Скончался Самуил Соболь 11 декабря 1960 года в Москве. Похоронен на Ваганьковском кладбище.

## Научные работы
Основные научные работы посвящены истории отечественной биологии, эволюционного учения и микроскопа и микроскопическому исследованию.
- Подготовил автобиографию и дневники Чарлза Дарвина.
- 1935—59 — Подготовил комментированное собрание сочинений Чарлза Дарвина (т. 1—9), также являлся одним из редакторов и авторов ряда вступительных статей и комментариев к этому изданию.

## Научные труды и литература
- Соболь С. Л. История микроскопа и микроскопических исследований в России в XVIII веке / С. Л. Соболь; АН СССР, Ин-т истории естествознания. — М.; Л.: Изд-во АН СССР, 1949. — 608, [8] с. — (Итоги и проблемы современной науки). Архивировано 24 мая 2018 года.

## Членство в обществах
- 1960 — Член-корреспондент Международной академии истории науки.

## Награды и премии
- 1950 — Сталинская премия третьей степени — за научный труд «История микроскопа и микроскопических исследований в России в XVIII веке» (1949).

## Семья
Был сыном одесского часовщика. Еврей. Имел 3 братьев и 3 сестер.
-Израиль Львович - старший брат — работал в конторе Ралле, сначала в Одессе, затем в Тифлисе. Переехал в Москву в 1922 г.
-Марк Львович — старший брат — экономист-бухгалтер. Арестован в 1948 году по 58 статье. умер в ИТЛ в Караганде. После него осталась дочь Елена. Когда она обратилась к своему дяде Самуилу Львовичу, он отказал ей в поддержке.
-Соломон Львович — младший брат — погиб на фронте под Ленинградом.
-Берта Львовна Михельс. Имела двоих дочерей. Жила в Москве.
-Ида Львович Брик. Вероятно погибла с мужем и детьми в Одессе во время войны.
-Дора Львовна Розенфельд. Жила в Москве, имела дочь. Погибла в автокатастрофе.
Жил и работал в Москве по адресу Садово-Кудринская улица, 24.